# Una donna di Tokyo
Una donna di Tokyo (東京の女?, Tokyo no onna) è un film del 1933 diretto da Yasujirō Ozu.
La pellicola è stata prodotta dalla Shochiku.

## Trama
Chikako, una donna di Tokyo, mantiene negli studi il fratello Ryoichi lavorando di giorno come solerte impiegata e nelle ore serali e notturne compiendo traduzioni presso uno studioso. Quando però Ryoichi scopre che Chikako lavora in un night club – occupazione ritenuta disonorevole – si toglie la vita.